# Motorni benzin
Motorni benzin (skraćeno benzin; engl. petrol) predstavlja derivat sirove nafte koji se koristi kao pogonsko gorivo u motorima sa unutrašnjim sagorevanjem. Karakteriše se kao tečna smeša lako isparljivih i zapaljivih ugljovodonika sa 4 do 12 atoma ugljenika u molekulu.
Kao i sva tečna goriva motorni benzini se odlikuju velikom energijom koju oslobađaju prilikom sagorevanja. Zbog specifičnog načina upotrebe u motorima sa unutrašnjim sagorevanjem, motorni benzin u odnosu na druga tečna goriva mora da ispuni brojne zahteve u vidu obrazovanja odgovarajuće smeše sa vazduhom i sagorevanja tako nastale smeše. Motorni benzin mora sa vazduhom da stvori homogenu smešu u propisanoj razmeri u što je moguće većem opsegu klimatskih uslova. Mora da lako isparava, da omogućava brzo zagrevanje motora nakon starta kao i da ne stvara naslage u komori za sagorevanje i sistemu za distribuciju i ubrizgavanje goriva. Sa druge strane, smeša goriva i vazduha mora biti otporna na samozapaljenje, mora ravnomerno i što potpunije da sagoreva kao i da ne produkuje toksične, kancerogene i korodivne komponente nakon sagorevanja.
Benzin koji se koristi u motorima sa unutrašnjim sagorevanjem može imati značajan uticaj na lokalno okruženje i takođe doprinosi globalnoj emisiji ugljen dioksida. Benzin takođe može ući u okolinu nesagoreo, u tečnom ili parnom stanju, usled curenja i rukovanja tokom proizvodnje, transporta i isporuke (npr. iz rezervoara za skladištenje, usled izlivanja itd.). Kao primer napora za kontrolu takvog curenja, mnogi podzemni rezervoari za skladištenje moraju da imaju ekstenzivne zaštitne mere za sprečavanje takvih curenja. Benzin sadrži benzen i druge poznate kancerogene sastojke.

## Karakteristike motornog benzina
Kako bi se obezbedila uniformnost proizvodnje motornog benzina kao i njegovo nesmetano korišćenje u svim tipovima motora sa unutrašnjim sagorevanjem, karakteristike koje benzin mora da zadovolji na teritoriji Evrope propisane su standardom SRPS EN 228: Goriva za motorna vozila — Bezolovni motorni benzin — Zahtevi i metode ispitivanja.

### Oktanski broj
Oktanski broj motornog benzina predstavlja meru otpornosti benzina na samozapaljenje i eksplozivno sagorevanje u motoru. Što je oktanski broj goriva viši to je veća njegova otpornost na zapaljenje pre nego što ga varnica na svećici motora zapali. Tako se mogu obezbediti viši stepeni kompresije motora kao i ravnomernije i što potpunije iskorišćenje energije goriva.

Definišu se motorni oktanski broj MON (motor octane number) i istraživački oktanski broj RON (research octane number).

U cilju povećanja oktanskog broja benzina, sve do kraja 20. veka u gorivo je dodavano tetraetilolovo (TEL) za koje se ispostavilo da je izuzetno otrovno i kancerogeno. Krajem 20. veka zabranjeno je dodavanje olova u gorivo. Od tada se kao aditivi za povećanje oktanskog broja najčešće koriste oksigenati MTBE (metil terc-butil etar) i ETBE (etil terc-butil etar). Time je dobijena nova kategorija tzv. bezolovnih goriva.

Na benzinskim stanicama u Srbiji se najčešće mogu naći tri vrste motornog benzina klasifikovane prema njegovom istraživačkom oktanskom broju, i to:
- Evro Premijum BMB 95 - kod koga je RON 95 i veći
- Evro BMB 98 - kod koga je RON 98 i veći
- Evro BMB 100 - kod koga je RON 100 i veći

### Napon pare
Napon pare predstavlja meru isparljivosti goriva. Motorni benzin mora biti dovoljno lako isparljiv kako bi se obezbedilo startovanje hladnog motora u uslovima niske spoljašnje temperature. Sa druge strane, gorivo ne sme biti ni previše lako isparljivo jer bi u tom slučaju dolazilo do njegovog isparavanja u rezervoaru ili vodovima za gorivo i formiranja tzv. parnog čepa koji bi onemogućio dalji protok goriva. Time bi gorivo bilo i izuzetno nestabilno i opasno za upotrebu.
Treba naznačiti da se idealni napon pare benzina ne može jednoznačno odrediti. On varira u zavisnosti od sezone u kojoj se gorivo upotrebljava (leto, zima), nadmorske visine, pritiska vazduha itd. Zbog toga se granične vrednosti napona pare postavljaju lokalno i u odnosu na brojne statističke podatke.

### Destilacija
Destilacijom motornog benzina stiče se bliži uvid u sastav goriva, tj.otkriva se prisustvo različitih isparljivih komponenti. Tokom destilacije goriva detektuju se temperature na kojima isparavaju njegove frakcije. Najčešće se kao reperi koriste temperature na kojima se predestiliše 10%, 50% i 90% goriva i potom se ti podaci koriste za određivanje čistoće goriva kao i ponašanja goriva tokom njegovog skladištenja, transporta i upotrebe kao i za procenu mogućnosti nesmetanog startovanja hladnog motora. Takođe, procesom destilacije motornog benzina otkriva se i eventualno prisustvo vode u gorivu.

### Gustina
Razvojem modernih elektronski kontrolisanih sistema za ubrizgavanje goriva postalo je veoma bitno što više suziti opseg gustine motornog benzina kako bi kompjuterski sistemi što preciznije kontrolisali njegovo ubrizgavanje i tima značajnije smanjili potrošnju goriva i emisiju štetnih gasova.

### Sumpor
Sumpor se u sastavu više jedinjenja prirodno nalazi u sirovoj nafti. Međutim, kako je sumpor identifikovan kao zagađivač čovekove okoline u proizvodnji goriva se preduzimaju koraci kako bi se količina sumpora u gorivu svela na minimum. Kod motornih benzina prisustvo sumpora je nepoželjno i zbog njegove izuzetno niske temperature sagorevanja.

### Olovo
U ranim fazama razvoja auto industrije uočeno je izuzetno negativno delovanje samozapaljenja ili eksplozivnog sagorevanja goriva u motoru. Kako bi se sprečilo oštećenje motora, pribeglo se povećanju oktanskog broja goriva dodavanjem tetraetilolova u gorivo. Ovim postupkom oktanski broj goriva se značajno povećava a zauzvrat se dobija mirniji, ravnomerniji i tiši rad motora. Vremenom je ipak uočeno da se sagorevanjem u motoru olovo kroz izduvne gasove emituje u atmosferu. Kako je potvrđeno da je deponovanje teških metala, pa i olova, izuzetno opasno po čovekovu okolinu, zabranjena je upotreba derivata olova u motornim benzinima i formirana je gradacija bezolovnih benzina.

### Oksigenati
U motorni benzin se zarad smanjenja količine ugljen monoksida i nesagorelog goriva u izduvnim gasovima dodaje strogo propisana količina jedinjenja bogatih kiseonikom poput MTBE, ETBE, butanola ili etanola. Najrasprostranjenija upotreba etanola u motornom benzinu beleži se u Brazilu, gde gorivo sadrži do 27.5% etanola dobijenog iz šećerne trske.

### Aditivi
Neretko se zarad poboljšanja kvaliteta goriva u motorni benzin dodaju različite supstance poznate kao aditivi. Njihov zadatak je ili da poboljšaju pojedine karakteristike goriva, poput oktanskog broja, ili da omoguće manje habanje motora povećavajući mazivost goriva ili dodavanjem određenih "deterdženata" za skidanje naslaga čađi i ostalih nečistoća. Često se u motorni benzin dodaju i boje kako bi se razlikovale različite vrste benzina kao i njihovi proizvođači.

Posebnu vrstu aditiva kod motornih benzina predstavljaju i tzv. markeri kojima se u pojedinim državama obeležavaju goriva iz legalnih tokova. Markiranje benzina se vrši u sklopu borbe protiv nelegalne trgovine kao i nelegalne a samim tim i opasne nekontrolisane proizvodnje goriva. Takođe, ovim postupkom se i onemogućava trgovina gorivima koja ne podležu odgovarajućim standardima kvaliteta.

## Zaštita životne sredine
Motorni benzini dvojako deluju na zagađenje životne sredine. Sa jedne strane sagorevanjem ovih goriva dolazi do emisije izduvnih gasova u atmosferu. Ovi gasovi sadrže određenu količinu CO2, SO2 i NOx. Ugljen dioksid CO2 utiče na povećanje koncentracije ovog gasa u gornjim delovima atmosfere i time na formiranje efekta staklene bašte koji ima uticaja na proces tzv. globalnog zagrevanja zemlje. Sumpor-dioksid SO2 i oksidi azota NOx imaju izuzetno negativan uticaj na zdravlje čoveka. Udisanje ovih jedinjenja dovodi do smetnji pa i do oštećenja respiratornih organa kao i do razvijanja bronhitisa ili astme. 
Drugi vid uticaja motornih benzina na životnu sredinu nastaje dospevanjem samog goriva u prirodu. Motorni benzini su izuzetno kompleksne smeše organskih jedinjenja od kojih je veliki deo otrovan ili kancerogen. Takođe, i pored regulative koja zabranjuje prisustvo teških metala u gorivu, ovi metali se ne mogu u potpunosti ukloniti tako da se u gorivu mogu naći i manje količine olova ili mangana. Sva ova jedinjenja deluju izuzetno štetno na životnu sredinu. Teški metali se deponuju u prirodi a otrovna i kancerogena jedinjenja dospevaju u zemlju i podzemne vode i tako ulaze u lanac ishrane životinja i ljudi.
Zbog toga se neprestano radi kako na usavršavanju samih motornih benzina (smanjenje sadržaja sumpora, olova, mangana...) tako i na usavršavanju motora sa unutrašnjim sagorevanjem kako bi se emisija štetnih gasova svela na minimum. Sa druge strane, neprestano se vrši optimizacija i organizuje bolja kontrola manipulacije i skladištenja motornih benzina kako oni ne bi dospeli u čovekovu okolinu.

## Literatura
- Gold, Russell (2014). The Boom: How Fracking Ignited the American Energy Revolution and Changed the World. Simon & Schuster..
- Yergin, Daniel (2011). The Quest: Energy, Security, and the Remaking of the Modern World. Penguin..
- Yergin, Daniel. The Prize: The Epic Quest for Oil, Money, and Power. Buccaneer Books. (1994; latest edition: Reissue Press, 2008).
- Graph of inflation-corrected historic prices, 1970–2005. Highest in 2005
- The Low-Down on High Octane Gasoline
- MMT-US EPA
- An introduction to the modern petroleum science, and to the Russian-Ukrainian theory of deep, abiotic petroleum origins.
- What's the difference between premium and regular gas? Архивирано на веб-сајту  (19. октобар 2004) (from The Straight Dope)
- "Here Comes Winter Gasoline" R-Squared Energy Blog 14 September 2006
- International Fuel Prices 2005 with diesel and gasoline prices of 172 countries
- EIA—Gasoline and Diesel Fuel Update
- World Internet News: "Big Oil Looking for Another Government Handout", April 2006.
- Durability of various plastics: Alcohols vs. Gasoline
- Dismissal of the Claims of a Biological Connection for Natural petroleum.
- Fuel Economy Impact Analysis of RFG i.e. reformulated gasoline. Has lower heating value data, actual energy content is higher see higher heating value